# 民主党 (東ティモール)
民主党（みんしゅとう）は、東ティモールの政党。略称はPD。学生運動出身者を中心として結成された。政治的立場は中道左派。創設者はフェルナンド・デ・アラウージョ。
2001年6月10日設立。同年8月30日の制憲議会選挙では、88議席中の7議席を獲得した（得票率8.72％）。
2007年東ティモール大統領選挙においては第1回投票でアラウジョが3位の得票を得る。決選投票ではラモス・ホルタを支持した。
2007年6月30日の議会選挙では約12％を得票。8月8日発足のシャナナ・グスマン首班の連立政権4党の一翼を担う。アラウジョ党首は、国会議長に就任した。
2007年東ティモール大統領選挙においてもアラウジョが出馬し得票４位。アラウジョは決選投票ではラモス・ホルタと共にフレティリンのルオロ党首支持にまわった。
2012年3月に第1回投票が行われた2012年東ティモール大統領選挙でもアラウジョ党首が出馬したが、第4位に終わった。第1回投票で敗れたホルタ大統領は6月、7月7日の国民議会選挙に際し民主党を支持すると表明した。議会選挙では得票率10.7％で前回と同じ8議席を得た（出典）。